# Parador 25 de Mayo
O Parador 25 de Mayo é um dos paradores do Metrotranvía de Mendoza, situado no distrito de Mendoza, entre o Parador Pedro Molina e o Parador Pellegrini. Administrado pela Empresa Provincial de Transporte de Mendoza (EPTM), faz parte da Linha Verde.
Foi inaugurado em 28 de fevereiro de 2012. Localiza-se no cruzamento da Rua Pascual Segura com a Rua 25 de Mayo. Atende os bairros Bombal Sur e Tapón de Sevilla.